# Laurent Morteau
Pour les articles homonymes, voir Morteau (homonymie).
Laurent Morteau, né le 20 septembre 1965 à Paris, est un acteur français.
Spécialisé dans le doublage, il est la voix française régulière d'Alan Ruck, Will Forte, Thomas Lennon, Amaury Nolasco, Ken Leung, French Stewart, P. J. Byrne, Phill Lewis et Jason Mantzoukas.
Au sein de l'animation, il est connu entre autres pour avoir prêté sa voix à Johnny Bravo dans la série éponyme, Gilbert le tarsier dans Les As de la jungle ou encore le père dans Le Laboratoire de Dexter.

## Biographie
Laurent Morteau a été formé à l'École du Passage de Niels Arestrup.
Il joue sous la direction de Benoît Lavigne dans La Foire de Ben Jonson, rencontré à l'école du passage. Jean-Marie Binoche les aide à concrétiser ce rêve de monter un premier spectacle. Après trois années au sein de la compagnie, il quitte celle-ci pour se lancer dans la carrière de photographe. Il travaille sur Prêt-à-porter de Robert Altman puis réalise de nombreux reportages photographiques lors des défilés haute couture et prêt-à-porter de 1990 à 1995.
Il revient au métier de comédien grâce au doublage. On a pu le voir sur scène dans Paradis sur terre de Tennessee Williams (m.e.s F.Chappuis), la Mère confidente de Marivaux (m.e.s D.Lequenne). En 2001, avec Guillaume Lebon, Delphine Lequenne, Sébastien Desjours, Anne Dolan et Isabelle Brochard, il crée la compagnie des Camerluches. La compagnie monte Le plus heureux des trois d'Eugène Labiche (m.e.s D.Lequenne) au théâtre de Grenier de Bougival. Le spectacle est joué au festival off d'Avignon 2002. En 2003, la compagnie monte Lorenzaccio d'Alfred de Musset (m.e.s D.Lequenne) puis en 2004, Adèle a ses raisons de Jacques Hadjaje (m.e.s de l'auteur). Le spectacle se joue au festival off d'Avignon en 2005 au théâtre de l'Oulle puis en 2006 au Théâtre la Luna où il fait partie des 30 spectacles les plus vus de cette édition.
En mai 2007, la compagnie des Camerluches présente sa nouvelle pièce : Dis-leur que la vérité est belle de Jacques Hadjaje (m.e.s de l'auteur). La pièce est reprise au théâtre de l'Opprimé en décembre 2009 puis au théâtre du Lucernaire de mai à juillet 2010, en tournée et à nouveau au Lucernaire du 1er avril au 19 juillet 2011.

## Théâtre
- 1999 : La Mère confidente de Marivaux, mise en scène de Delphine Lequenne, Théâtre du Grenier de Bougival, Lucernaire
- 2001 : Le Plus Heureux des trois d'Eugène Labiche, mise en scène Delphine Lequenne, Théâtre du Grenier de Bougival, Avignon Off
- 2003 : Entre-temps, j'ai continué à vivre de Jacques Hadjaje, mise en scène de l'auteur, La Cartoucherie
- 2007 : Adèle a ses raisons de Jacques Hadjaje, mise en scène de l'auteur, Lucernaire
- 2009-2011 : Dis leur que la vérité est belle de Jacques Hadjaje, mise en scène de l'auteur
- 2013-2014 : Entre-temps, j'ai continué à vivre de Jacques Hadjaje, mise en scène de l'auteur, Lucernaire
- 2015-2016 : La joyeuse probable histoire de Superbarrio, que l'on vit s'envoler un soir dans le ciel de Mexico, de Jacques Hadjaje, mise en scène de l'auteur, Théâtre des Trois Rives (Charenton), Théâtre 13
- 2018-2019 : Oncle Vania fait les trois huit, de Jacques Hadjaje, mise en scène de l'auteur, Théâtre des Trois Rives (Charenton), Théâtre de Belleville[2]

## Doublage
Sources : Planète Jeunesse, Doublage Séries Database, RS Doublage et AlloDoublage

### Cinéma

#### Films
- Will Forte dans (8 films) :
  - Voisins du troisième type (2012) : le sergent Bressman
  - Rock Forever (2012) : Mitch Miley
  - Crazy Dad (2012) : Phil
  - Nebraska (2013) : David Grant (version cinéma)
  - Don Verdean (2015) : Pasteur Fontaine
  - Booksmart (2019) : Doug
  - Strays (2023) : Doug
  - Baby Bluff (en) (2025) : Josh Lewis
- Amaury Nolasco dans (7 films) :
  - Au bout de la nuit (2008) : Cosmo Santos
  - Max Payne (2008) : Jack Lupino
  - Die Hard : Belle journée pour mourir (2013) : Murphy
  - Animal (2014) : Douglas
  - Criminal : Un espion dans la tête (2016) : Ruiza
  - South of Heaven (en) (2021) : Manny
  - The Valet (en) (2022) : Benny
- Thomas Lennon dans (7 films) :
  - I Love You, Man (2009) : Doug
  - Sex List (2011) : Barrett Ingold
  - Bad Teacher (2011) : Carl Halabi
  - Monster Cars (2016) : Dr Bill Dowd
  - Le 15 h 17 pour Paris (2018) : Akers, le principal de l'école
  - Zoé : Le Mariage (en) (2023) : Kelley Kevin
  - Unfrosted : L'Épopée de la Pop-Tart (2024) : Harold von Braunhut
- P. J. Byrne dans (7 films) :
  - Comment tuer son boss ? (2011) : Kenny Sommerfeld
  - Moi, député (2012) : Rick
  - Rampage : Hors de contrôle (2018) : Nelson
  - Countdown (2019) : le père John
  - Spirited : L'Esprit de Noël (2022) : M. Alteli
  - Shazam! La Rage des Dieux (2023) : Dr Dario Bava
  - Dear Santa (2024) : M. Charles
- Milan Peschel (de) dans (5 films) :
  - Boxhagener Platz (en) (2010) : Bodo
  - Monsieur Nounou (2015) : Rolf Horst
  - Mon cœur sauvage (de) (2017) : Steckel
  - Gundermann (2018) : Volker
  - Je suis Karl (de) (2021) : Alex Baier
- Jason Mantzoukas dans (5 films) :
  - Adult Beginners (2014) : Herman
  - Dirty Papy (2016) : Wally
  - The Disaster Artist (2017) : Peter Anway
  - John Wick Parabellum (2019) : Tick Tock Man
  - Infinite (2021) : « l'artisan »
- Ewen Bremner dans (4 films) :
  - Jack le chasseur de géants (2013) : Wicke
  - Noël en cavale (2014) : PC Finkerton
  - Exodus: Gods and Kings (2014) : Expert
  - Braqueurs d'élite (2017) : Jim Rainey
- Alan Ruck dans (4 films) :
  - La Somme de toute chose (en) (2000) : Kessel
  - War Machine (2017) : Pat McKinnon
  - Gringo (2018) : Jerry
  - Sierra Burgess Is a Loser (2018) : M. Burgess
- Matt Walsh dans (4 films) :
  - The Do-Over (2016) : Shecky
  - SOS Fantômes (2016) : Rourke
  - Joyeux Bordel ! (2016) : Ezra
  - Flamin' Hot (2023) : Lonny Mason
- Tim Blake Nelson dans (4 films) :
  - Un jour dans la vie de Billy Lynn (2016) : Wayne Foster
  - La Ballade de Buster Scruggs (2018) : Buster Scruggs
  - Monster (2018[7]) : le professeur Leroy Sawicki
  - Naked Singularity (en) (2021) : Angus
- Tony Hale dans :
  - Alvin et les Chipmunks : À fond la caisse (2015) : l'agent James Suggs
  - Love, Simon (2018) : M. Worth
  - Clifford (2021) : Zak Tiernan
- Ken Leung dans :
  - Star Wars, épisode VII : Le Réveil de la Force (2015) : l'amiral Satura
  - Missing : Disparition inquiétante (2023) : Kevin
  - Joker : Folie à deux (2024) : le docteur Lu
- Jay Duplass dans :
  - Outside In (en) (2017) : Chris
  - Marchands de douleur (2023) : Brent Larkin
  - L'Affaire de la mutinerie du Caine (2023) : le lieutenant Allen Bird
- Jay Mohr dans :
  - Un plan béton (2005) : Corey
  - Even Money (2006) : Augie
- Nate Mooney (en) dans :
  - Crazy in Love (2005) : Roger
  - Push (2009) : Pinky Stein
- Jason Segel dans :
  - En cloque, mode d'emploi (2007) : Jason
  - Sexe entre amis (2011) : Brice
- Sergio Di Zio dans :
  - The Lookout (2007) : le député Ted
  - Rupture (2016) : le conducteur du van
- Seth Meyers dans :
  - Voyage au centre de la Terre (2008) : Pr Alan Kitzens
  - Happy New Year (2011) : Griffin Byrne
- Diego Martín dans :
  - Trois Mètres au-dessus du ciel - Twilight Love (2010) : Alejandro
  - J'ai envie de toi - Twilight Love 2 (2012) : Alejandro
- Toby Huss dans :
  - Cowboys et Envahisseurs (2011) : Roy Murphy
  - Front Runner : Le Scandale (2018) : Billy Broadhurst
- Marc Evan Jackson dans :
  - 22 Jump Street (2014) : Dr Murphy
  - Jumanji : Bienvenue dans la jungle (2017) : le proviseur Bentley
- Tom Bennett dans :
  - Mascots (2016) : Owen Golly Jr.
  - Rocketman (2019) : Fred
- Andrew Santino (en) dans :
  - Les Tribulations de Dean (en) (2016) : Chad
  - Me Time : Enfin seul ? (2022) : Alan Geller
- Tom Brooke dans :
  - La Mort de Staline (2017) : Sergei
  - Empire of Light (2022) : Neil
- Mark Dacascos dans :
  - Run & Gun (en) (2022) : Brando
  - Les Chevaliers du Zodiaque (2023) : Mylock
- 1988[8] : Les Clowns tueurs venus d'ailleurs : Paul Terenzi (Peter Licassi)
- 1990 : La mort sera si douce : Kevin « Kid » Collins (Jason Patric)
- 1994[9] : Le Grand Saut : Buzz, le lifteur (Jim True-Frost)
- 1994 : L'Ange du désir (en) : Jordan Monroe (Wolfgang Bodison)
- 1995 : Hackers : l'agent Ray (Marc Anthony)
- 1995 : GoldenEye : le major russe de Severnaya (Simon Kunz)
- 1996 : À l'épreuve des balles : le détective Jones (Allen Covert)
- 1996 : L'Ombre et la Proie : Angus Starling (Brian McCardie (en))
- 1996 : Lone Star : Amado (Gonzalo Castillo)
- 1998 : Sexe et autres complications : Randy Cates (William Lee Scott)
- 1998 : Souviens-toi… l'été dernier 2 : Dave (John Hawkes)
- 1998 : Ennemi d'État : l'inspecteur Bingham (Ian Hart)
- 1999 : Allergique à l'amour (en) : Jesse Travis (Jason Bateman)
- 1999 : L'Association du mal : Elden Tolbert (Devon Gummersall)
- 2000[10] : Presque célèbre : Ben Fong-Torres (Terry Chen)
- 2001 : Sex Academy : le commentateur [Qui ?]
- 2001 : Un homme d'exception : Neilson Ainsley (Jason Gray-Stanford)
- 2001 : Carton rouge : Cigs (Rocky Marshall (en))
- 2002 : Le Gourou et les Femmes : Randy (Bobby Cannavale)
- 2002 : Abîmes : Kingsley (Dexter Fletcher)
- 2002 : Harvard à tout prix : Walter P. « Duff » Duffy (Tom Green)
- 2002 : Box 507 : Javier Landa (Ismael Martinez)
- 2002 : Babylon 5 : La Légende des Rangers : David Martell (Dylan Neal)
- 2003 : La Maison des mille morts : Bill Hudley (Rainn Wilson)
- 2003 : Rock Academy : Ned Schneebly (Mike White)
- 2003 : Mortadel et Filémon : Mortadel (Benito Pocino)
- 2004 : Crazy Kung-Fu : Frère Sum, chef du gang de la hache (Danny Chan Kwok-kwan)
- 2004 : Folles Funérailles : Daniel Collins (Hank Azaria)
- 2004 : Amour et Amnésie : Doug Whitmore (Sean Astin)
- 2004 : Toolbox Murders : Ned Lundy (Adam Gierasch)
- 2004 : Les Vacances de la famille Johnson : D.J. Johnson (Shad « Bow Wow » Moss)
- 2005 : Sexcrimes : Diamants mortels : Theo Bloom (Michael Mantell)
- 2006 : Employés modèles : Lon (Andy Dick)
- 2006 : Rien que des fantômes (de) : Raoul (Stipe Erceg)
- 2006 : Hood of Horror : Fatcap (Noel Gugliemi)
- 2006 : Voyage jusqu'au bout de la nuit : Mazda (Matheus Nachtergaele)
- 2006 : Inside Man : L'Homme de l'intérieur : l'officier Hernandez (Jason Manuel Olazabal)
- 2007 : Boogeyman 2 : Perry (Tom Lenk)
- 2007 : Walk Hard: The Dewey Cox Story : Sam McPherson (Tim Meadows)
- 2007 : Decoys 2 : Alien Seduction : Peter Brunson (Ryan Ash)
- 2007 : Hot Rod : Jonathan (Will Arnett)
- 2007 : Le Goût de la vie : le dealer de truffes (Yevgeniy Dekhtyar)
- 2007 : Charlie Banks : Buzzy Tim (Alex Guarino)
- 2007 : 30 Jours de nuit : Wilson Bulosan (Craig Hall)
- 2007 : Ne touchez pas à Mississippi ! (de) : Dr Knapps (Hans Löw)
- 2007 : À cœur ouvert : Me Fallon (B. J. Novak)
- 2007 : Rogue : L'Ultime Affrontement : Joey Ti (Johnson Phan)
- 2007 : Terreur au 13e étage : Dmitry (Hugh O'Conor)
- 2008 : Phénomènes : Julian (John Leguizamo)
- 2008 : Ip Man : Li Chiu (Gordon Lam)
- 2008 : Marlowe, le chien policier : Barry (Alexander Chaplin)
- 2008 : Starship Troopers 3 : le cuisinier Jingo Ryan (Cokey Falkow)
- 2008 : Les Buddenbrook, le déclin d'une famille : Carl Smolt (Martin Horn)
- 2008 : Stripmovie : Seth (Danny Jacobs)
- 2008 : Drillbit Taylor, garde du corps : Don Armstrong (Danny McBride)
- 2009 : L'Enquête : Enzo Calvani (Luca Calvani)
- 2009 : Cargo : Claudio Vespucci (Michael Finger)
- 2009 : Le Fiancé idéal (en) : Daniel Seaver (Bryan Greenberg)
- 2009 : Räuberinnen : Frida (Mathis Künzler)
- 2009 : Un homme dangereux : Mao (Byron Lawson)
- 2010 : We Are Four Lions : Omar (Riz Ahmed)
- 2010 : Very Bad Cops : l'inspecteur Evan Martin (Rob Riggle)
- 2010 : Vous allez rencontrer un bel et sombre inconnu : Malcolm Dodds (Alex MacQueen)
- 2010 : La Vie des poissons : Ignacio (Sebastián Layseca)
- 2011 : Green Lantern : Bob Banks (Jeff Wolfe)
- 2011 : La Planète des singes : Les Origines : Rodney (Jamie Harris)
- 2011 : Sept Jours à La Havane : Leonardo, l'impresario (Daniel Brühl
- 2011 : Le Dernier Royaume : Fan Kuai (Jordan Chan)
- 2011 : Le Chihuahua de Beverly Hills 2 : le juge McKible (Phill Lewis)
- 2012 : Fun Size : Nate Brueder (James Pumphrey)
- 2012 : Dragon Eyes : Beach (Eddie Rouse)
- 2012 : Casa de mi padre (es) : Manuel (Adrian Martinez)
- 2012 : Foxfire : Confessions d'un gang de filles : Acey Holman (James Allodi)
- 2012 : The Collection : Josh (Michael Nardelli)
- 2013 : Le Vieux qui ne voulait pas fêter son anniversaire : Tage Erlander (Johan Rheborg)
- 2013 : After Earth : McQuarrie (David Denman)
- 2013 : Insaisissables : lui-même (Conan O'Brien)
- 2014 : Jersey Boys : Stosh (James Madio)
- 2014 : Exodus: Gods and Kings : l'expert (Gerard Monaco)
- 2014 : Bleu saphir : Xemerius (Rufus Beck)
- 2014 : Selma : le procureur (Mark Cabus)
- 2014 : A Certain Justice (en) : Magico (Robert LaSardo)
- 2014 : Délivre-nous du mal : l'officier (Ben Horner)
- 2014 : Le Club des cinq : L'Île aux pirates (de) : Nick (Michael Kessler (de))
- 2014 : Space Station 76 : Daniel (Matthew Morrison)
- 2015 : Jurassic World : lui-même (Jimmy Fallon)
- 2015 : Point Break : Grommet (Matias Varela)
- 2015 : Pixels : lui-même (Daryl Hall) (images d'archives)
- 2015 : Heidi : Moinsieur Kandidat (Michael Kranz)
- 2015 : Le Mal en elle : Tony Desantos (Keir O'Donnell)
- 2016 : Rogue One: A Star Wars Story : K-2SO (Alan Tudyk)
- 2016 : Equity : Ian (David Alan Basche)
- 2016 : The Boyfriend : Pourquoi lui ? : lui-même (Richard Blais)
- 2016 : Live by Night : Dion Bartolo (Chris Messina)
- 2016 : Madame Hollywood : Eric Lewis (Alejandro Álvarez Cadilla)
- 2016 : Nola Circus : Vinny (Dave Davis)
- 2016 : Rebirth : Todd (Eric Ladin)
- 2016 : Dirty 30 (en) : Richard / Raven (Adam Lustick)
- 2016 : Florence Foster Jenkins : August Corbin (David Mills)
- 2017 : La Femme la plus détestée d'Amérique : Jon Garth Murray (Michael Chernus)
- 2017 : Logan Lucky : le manager général (Brandon Ray Olive)
- 2017 : Le Secret des Kennedy : Ted Sorensen (Taylor Nichols)
- 2017 : Killing Hasselhoff : Fish (Rhys Darby)
- 2018 : Paranoïa : Dr Hawthorne (Gibson Frazier)
- 2018 : Action Point (en) : Joel Green (Leon Clingman)
- 2018 : A Star Is Born : Tommy (Gabe Fazio)
- 2018 : The Holiday Calendar : Fernando (Rodrigo Fernandez-Stoll)
- 2018 : Mortal Engines : Bürgermeister (Joel Tobeck)
- 2018 : La Monnaie miraculeuse : Lenk (Gerhard Liebmann)
- 2018 : O.G. (en) : ? (?)
- 2019 : Child's Play : La Poupée du mal : Shane (David Lewis)
- 2019 : Fast and Furious: Hobbs and Shaw : Tsoi (Tom Wu)
- 2019 : Le Mans 66 : le chef ingénieur en aéronautique (Emil Beheshti)
- 2019 : Les Deux Papes : Roberto (Libero De Rienzo)
- 2020 : The Banker : Robert Florance, Jr. (Scott Daniel Johnson)
- 2020 : Enragé : ? (?)
- 2020 : The Prom : Sheldon Saperstein (Kevin Chamberlin)
- 2020 : L'Incroyable Histoire de l'Île de la Rose : le lieutenant Carrisi (Gennaro Iaccarino)
- 2020 : Superintelligence : Jay (Jay Lay)
- 2020 : Le Mauvais Œil (en) : Amit (Ash Thapliyal)
- 2021 : The Dig : John Brailsford (Eamon Farren)
- 2021 : Le Vétéran : un adjoint (Jared Corum)
- 2021 : Hitman and Bodyguard 2 : Gunther (Blake Ritson)
- 2021 : Free Guy : le présentateur du journal de Free City (Bob Gilliam)
- 2021 : The Trip : Roy (André Eriksen (en))
- 2021 : Love Hard : Lee (Matty Finochio)
- 2021 : SOS Fantômes : L'Héritage : Dr Egon Spengler (Harold Ramis) (scène post-générique)
- 2021 : La Main de Dieu : Geppino (Roberto De Francesco)
- 2021 : Le Bar de la Tendresse : Joey D (Matthew Delamater)
- 2021 : Coda : ? (?)
- 2021 : Scélérats (pt) : Tavinho Larapia (Caito Mainier (pt))
- 2021 : Un papa hors pair : Frank (Julian Casey)
- 2021 : Toujours plus beau (it) : l'agent immobilier (Antonio Catalano)
- 2021 : La familia perfecta : Don Custodio (Jesús Vidal (en))
- 2021 : How It Ends (en) : lui-même (Pauly Shore)
- 2022 : Interceptor : Beaver (Aaron Glenane)
- 2022 : Thor: Love and Thunder : Darryl Jacobson, le guide de New Asgard (Daley Pearson)
- 2022 : That's Amor : Frank (John Ducey)
- 2022 : Il était une fois 2 : Edgar (Oscar Nuñez)
- 2022 : Metal Lords : le chef de fanfare (Chuck Klosterman)
- 2022 : The Gray Man : le technicien junior Hansen (Nadiv Molcho)
- 2022 : Meilleurs colocs (en) : Clos (Flula Borg)
- 2022 : Enola Holmes 2 : le régisseur (Mark Fleischmann (en))
- 2022 : Filière criminelle (pl) : Szymon Makowiecki (Marcin Bosak)
- 2023 : Chien perdu (en) : Matt Kessler (Brad Carter (en))
- 2023 : L'Étrangleur de Boston : Harrison (John Lee Ames)
- 2023 : Oppenheimer : Edward Condon (Olli Haaskivi (en))
- 2023 : Le Bonheur pour les débutants : Mike (Aaron Roman Weiner)
- 2023 : Gran Turismo : Jack Man Jones (Jamie Kenna)
- 2023 : Believer 2 (en) : ? (?)
- 2023 : Napoléon : le député mécontent [Qui ?]
- 2023 : Fiction à l'américaine : Mandel (Patrick Fischler)
- 2023 : Sissi et moi : l'archiduc Louis-Victor de Habsbourg-Lorraine (Georg Friedrich)
- 2024 : Zéro pression : le deuxième beau-frère [Qui ?]
- 2024 : Mon espion 2 : Mission Italie : Hargear (Paul du Toit)
- 2024 : Jackpot! : Sleazy Rob Wexler (Michael Hitchcock)
- 2025 : The Monkey : le capitaine Petey Shelborn (Adam Scott)
- 2025 : The Alto Knights : Giuseppe « Joe » Profaci (Joe Bacino)
- 2025 : Superman : Cleavis Thornwaite (Michael Ian Black (en))

#### Films d'animation
- 1995 : Papadoll au royaume des chats : Dohdoh
- 1999 : Toy Story 2 : Rocky Gibraltar et représentant de la compagnie aérienne
- 1999[n 1] : Vive le Vent[11] : ? (court métrage)
- 2001 : Barbie : Casse-noisette : le colonel Sucre d'orge
- 2002 : Spirit, l'étalon des plaines : Joe
- 2003 : Sinbad : La Légende des sept mers : voix additionnelles
- 2004 : Bionicle 2 : Les Légendes de Metru Nui : Onewa
- 2005 : Plume et l'Île mystérieuse : Boby
- 2005 : Robots : Tim
- 2006 : Les Rebelles de la forêt : voix additionnelles
- 2006 : Le Petit Dinosaure : Le Jour du grand envol : Guido
- 2006 : Piccolo, Saxo et Compagnie : le violoncelle
- 2006 : Frère des ours 2 : Truc
- 2008 : Niko, le petit renne : un renne de la brigade volante
- 2011 : Zhu Zhu Pets, le magicien du palais des rêves : Chunk
- 2011 : Les Schtroumpfs : Le Conte de Noël : le Schtroumpf costaud et le Schtroumpf bricoleur (court métrage)
- 2011 : LEGO Star Wars : La Menace Padawan : Jar Jar Binks et l'officier de chargement à Coruscant
- 2011 : Les As de la jungle : Opération banquise : Gilbert (création de voix)
- 2012 : Niko, le petit renne 2 : un renne de la Brigade Volante
- 2012 : Sammy 2 : Jimbo (version alternative[12])
- 2013 : Ma maman est en Amérique, elle a rencontré Buffalo Bill : le père Michelle
- 2013 : Les Schtroumpfs et la Légende du cavalier sans tête[13] : le Schtroumpf costaud (court métrage)
- 2014 : Astérix : Le Domaine des dieux : Agecanonix (création de voix)
- 2014 : La Grande Aventure Lego : Abraham Lincoln[14]
- 2015 : Le Voyage d'Arlo : le troisième ptérodactyle
- 2016 : Comme des bêtes : Norman
- 2017 : Les As de la jungle : Gilbert (création de voix)
- 2017 : Cars 3 : le commentateur du Super V8 de TJ
- 2018 : L'Envol de Ploé (en) : voix additionnelles
- 2018 : Astérix : Le Secret de la potion magique : Agecanonix (création de voix)
- 2019 : Le Parc des merveilles : l'oncle Tony[n 2]
- 2019[7] : Pauvre Toutou ! : César Millan
- 2019 : Comme des bêtes 2 : Norman
- 2020 : En avant : l'officier Avel
- 2020 : Bigfoot Family : le pilote de drone
- 2020 : Superman : L'Homme de demain : Jonathan Kent
- 2020 : Joyeux Halloween, Scooby-Doo! : Mike
- 2021 : Justice Society: World War II : Steve Trevor
- 2021 : America, le film : le tunique rouge qui annonce l'exécution d'Edison
- 2021 : Injustice : Jonathan Kent
- 2022 : Apollo 10½ : Les fusées de mon enfance : voix additionnelles
- 2022 : Les Secrets de mon père : voix additionnelles (création de voix)
- 2023 : Ninja Turtles: Teenage Years : Bad Bernie[15]
- 2023 : Les As de la jungle 2 : Opération tour du monde : Gilbert (création de voix)
- 2023 : Sirocco et le Royaume des courants d'air : le jouet (création de voix)
- 2023 : Leo : le directeur Spahn[n 3]
- 2025 : Batman Ninja vs. Les Yakuzas : « Bari au pied leste » / Barry Allen[n 4]

### Télévision

#### Téléfilms
- Matthias Beier (de) dans :
  - Les Nouvelles Stars (2008) : Hannes
  - Barfuß bis zum Hals (de) (2009) : Karl Muller
- Brandon Ray Olive dans :
  - Les Doutes de Scarlett (2016) : Billy
  - Un Noël en cadeau (2017) : Andy
- 1998 : Déluge infernal : Tom (George Anton)
- 2004 : Mort, impair et passe : Sonny Briggs (Sean Carrigan)
- 2007 : Mon mariage avec moi : Bill (Thom Allison)
- 2007 : Lake Placid 2 : Frank (Robert Blush)
- 2009 : Petits meurtres entre voisins : Vincent (Dexter Bell)
- 2010 : La Relique maudite : Robert (Tom Basden)
- 2012 : Sandra Chase : Une innocente en prison : Tony Rodriguez (Alex Bakalarz)
- 2013 : Le Bonheur au pied du sapin : Shane (Greg Calderone)
- 2016 : Madame Hollywood : Eric Lewis (Alex Cadilla)
- 2018 : Un Noël sur glace : Nicholas (Nicholas Banks)
- 2019 : Une Américaine à Paris : Jonathan (Charlie Anson)
- 2019 : Commerce mortel : Elmar Weisbrand (Alexander Beyer)
- 2020 : Jalousie entre voisines : Alan (David Lewis)
- 2020 : Coup de foudre dans l'allée des sapins : Rick Conner (Brian Carlson)
- 2024 : Le Silence des ânes (de) : le lieutenant Ellmer (Julian Sark (de))

#### Téléfilms d'animation
- 2011 : Les As de la jungle : Opération banquise : Gilbert (voix originale)
- 2014 : Les As de la jungle : Le Trésor du vieux Jim : Gilbert (voix originale)

#### Séries d'animation
- 1993-1995 : X-Men : Morph en Cyclope, une sentinelle (épisode 51)
- 1994[n 5] : Tico et ses amis : Richard, Gail, Enrico et Philippe Gilmore
- 1995 : Aladdin : le prince Mozenrath, Amin Damoola, Akim le garde et Omar le marchand
- 1995[n 6] : Mortal Kombat : Les Gardiens du royaume : Jax
- 1996-2003[16] : Le Laboratoire de Dexter : le père
- 1997-2004[16] : Johnny Bravo : Johnny Bravo
- 1998 : Tortues Ninja : La Nouvelle Génération : le chef des Incontournables (épisode 13)
- 1998-1999 : Hercule : Bodybuildes et Bacchus
- 2000 : Chris Colorado : voix additionnelles
- 2000 : Magical DoReMi : le père de Dorémi (saison 1, épisode 1 seulement)
- 2001 : Cool Attitude : Mega (épisode 5), Steevy (voix de remplacement - épisode 5) et MC Nabab (épisode 5)
- 2002-2003 : PorCité : ?
- 2002-2004 : Fimbles : Rockit et Fimbo
- 2004-2006 : Brandy et M. Moustache : M. Moustache
- 2005 : Monster : le garde du corps (épisode 64)
- 2005-2007 : Les Loonatics : Dr Terre et Optimatus
- 2007 : Manny et ses outils : Dwayne Esbrouffant
- 2007 : Le Petit Dinosaure : Guido (épisode 18)
- 2008-2012 : Phinéas et Ferb : Ben Baxter
- 2008 : Futurama : Snoop Dog, l'ami clodo de Fry et divers personnages
- 2010 : Le Petit Prince : Escroquin (épisode La Planète du Grand Bouffon)
- 2010 : Super Hero Squad : l'Homme-fourmi
- 2010[n 7] : Archer : Rudy (saison 1, épisode 5)
- 2010 : Le Twisté Twisté Show : Petite Tête
- 2011 : Les As de la jungle en direct : Gilbert
- 2011 : Rekkit : Arc-en-ciel (épisode Une magie arc-en-ciel)
- 2012-2015 : Oum le dauphin blanc : Ramana
- 2013 : Mon robot et moi : M. Headro et M. Nikils
- 2013 :  Star Wars: The Clone Wars : Korkie Kryze (2e voix - saison 5, épisode 16)
- 2013-2014 : Saint Seiya Omega : Schiller
- 2013-2020 : Les As de la jungle à la rescousse : Gilbert
- 2014 : Turbo FAST : Marty
- 2015-2018 : Les Nouvelles Aventures d'Oz : l'Épouvantail
- 2015-2021 : F Is for Family : Sawitzi Son et Jim Jeffords
- 2016 : Bob l'éponge : voix additionnelles
- 2016 : Bordertown : Ernesto
- 2016-2018 : Animals (en) : Andy, Antonio, Ben âgé, Matthew et Pat
- 2017 : Ernest et Célestine, la collection : le frère de la souris verte
- 2017-2024 : Wakfu : Qilby (2e voix, saisons 3 et 4)
- 2018 : LEGO Star Wars: All Stars : K-2SO
- 2018 : La Légende des Trois Caballeros : le roi Arthur
- 2018 : Non-Non : Bio
- 2019 : Saiki Kusuo no Ψ Nan: Le Retour : Kuniharu Saiki
- 2019 : Fourchette se pose des questions : le lieutenant Rib Tickles et Monsieur Alphabet
- 2020 : Scooby-Doo et Compagnie : Jeff Foxworthy (saison 1, épisode 22)
- 2020 : Chico Bon Bon : le petit singe bricoleur : Monsieur La Raison et McFluster
- 2020-2022 : Star Trek: Lower Decks : Addix et le président Siggi
- 2020-2023 : By the Grace of the Gods : Fei
- 2021 : Shaman King : Shamon et Orona
- depuis 2021 : Invincible : Rex Plode[n 8]
- depuis 2022 : Batwheels : Crash
- 2023 : Tomo-chan est une fille ! : voix additionnelles
- 2023 : Comment Raeliana a survécu au manoir Wynknight : Nick Maddox
- 2023 : Akuma-kun (en) : Mephisto III
- 2023 : My Adventures with Superman : Jonathan Kent (en)
- 2024 : Sausage Party : Bouff'land (en) : Jack[14]
- 2024 : Tales of the Teenage Mutant Ninja Turtles : Légendes des Tortues Ninja : Bad Bernie

#### Émissions
- Les Maîtres de la survie (Discovery Channel) : le narrateur
- Ghost Adventures : Zak Bagans (Planète+ Aventure)
- Hell's Cats (Jackson Galaxy)
- 48 heures pour un crime (Planète+ Crime)

### Jeux vidéo
- 2003 : Star Wars Jedi Knight: Jedi Academy : voix additionnelles
- 2004 : Rome: Total War : divers personnages de la faction des julii
- 2004 : Shrek 2 : les lutins
- 2005 : Age of Empires III : Colonel Edwardson
- 2005 : Jade Empire : Fen Do ; Dong Ping ; Yaoru ; le messager ; Premier Frère Kai ; Dongow l’érudit ; Lao l’Obsédé ; Zi Bao ; Daoshen le joueur ; le fantôme de Bai le marchand ; l’esclave Han Ro ; voix complémentaires
- 2005 : Ultimate Spider-Man : Electro
- 2006 : Neverwinter Nights 2 : Duncan
- 2007 : Mass Effect : voix additionnelles
- 2007 : Halo 3 : les marines
- 2007 : Assassin's Creed : voix additionnelles
- 2009 : Dragon Age: Origins : voix additionnelles
- 2009 : Risen : Tailor
- 2010 : Heavy Rain : Brad Silver et voix additionnelles
- 2010 : Halo: Reach : Jun (Noble 3)
- 2010 : Lost Horizon : voix additionnelles
- 2010 : Assassin's Creed Brotherhood : voix additionnelles
- 2011 : Driver: San Francisco : Ricky l'ambulancier et voix additionnelles
- 2011 : Deus Ex: Human Revolution : divers personnages
- 2011 : Homefront : Hooper Lee
- 2012 : Les Royaumes d'Amalur : Reckoning : Kester Barclay et l'adepte Han Ery
- 2012 : Dishonored : Teague Martin
- 2013 : Dead Space 3 : un soldat envoyé par le front
- 2014 : Watch Dogs : voix additionnelles
- 2014 : Call of Duty: Advanced Warfare : le docteur Pierre Danois
- 2015 : Fallout 4 : Jun Long et voix additionnelles
- 2015 : Dying Light : Richard
- 2016 : Tom Clancy's The Division : Rick Valassi
- 2016 : Sherlock Holmes: The Devil's Daughter : Orson Wilde
- 2017 : Tom Clancy's Ghost Recon Wildlands : El Pozolero
- 2017 : Assassin's Creed Origins : voix additionnelles
- 2017 : Star Wars Battlefront II : les droïdes de combat
- 2018 : Kingdom Come: Deliverance : voix additionnelles
- 2018 : Marvel's Spider-Man : voix additionnelles
- 2019 : The Sinking City : Johannes van der Berg
- 2019 : Days Gone : voix additionnelles
- 2019 : Far Cry: New Dawn : voix additionnelles
- 2020 : Age of Empires III: Definitive Edition : Colonel Edwardson
- 2020 : Final Fantasy VII Remake : voix additionnelles
- 2020 : Bob l'éponge : Bataille pour Bikini Bottom - Réhydraté : le présentateur TV
- 2020 : Legends of Runeterra : Détrousseur de Navori
- 2020 : Ghost of Tsushima : Takeshi et voix additionnelles
- 2020 : Assassin's Creed Valhalla : Octave, Brendan de Clonfert, Cynewulf et voix additionnelles
- 2020 : Cyberpunk 2077 : Brendan le distributeur
- 2022 : Horizon Forbidden West : Gendas
- 2022 : Gotham Knights : ?
- 2023 : Final Fantasy XVI : Étienne et voix additionnelles
- 2023 : Marvel's Spider-Man 2 : Albert Moon et voix additionnelles
- 2025 : Monster Hunter Wilds : voix additionnelles
- 2025 : Mafia: The Old Country : le père Ciccone

## Voix off

### Publicités
- Nickel
- Nurofen Flash